# Contributions to Zoology
«Contributions to Zoology» — один із найстаріших наукових журналів у галузі зоології, наразі видається Центром біорізноманіття «Натураліс» (Нідерланди). Має відкритий доступ.
Журнал був заснований 1848 року як «Bijdragen tot de Dierkunde» (сучасна назва є дослівним перекладом англійською) бібліотекою Королівського зоологічного товариства Нідерландів. З 1939 був інтегрований у бібліотеку Амстердамського університету, у 2005 році перейшов до Зоологічного музею Амстердама, який згодом разом з журналом увійшов до складу новосформованого Центру біорізноманіття «Натураліс».
Публікує високоякісні дослідження у всіх напрямках порівняльної зоології, пов'язаних з систематикою (але не базові таксономічні роботи), зокрема праці з палеонтології. Віддає перевагу концептуальним працям та інтегральним дослідженням з кількох напрямків зоології.